# 理化学研究所

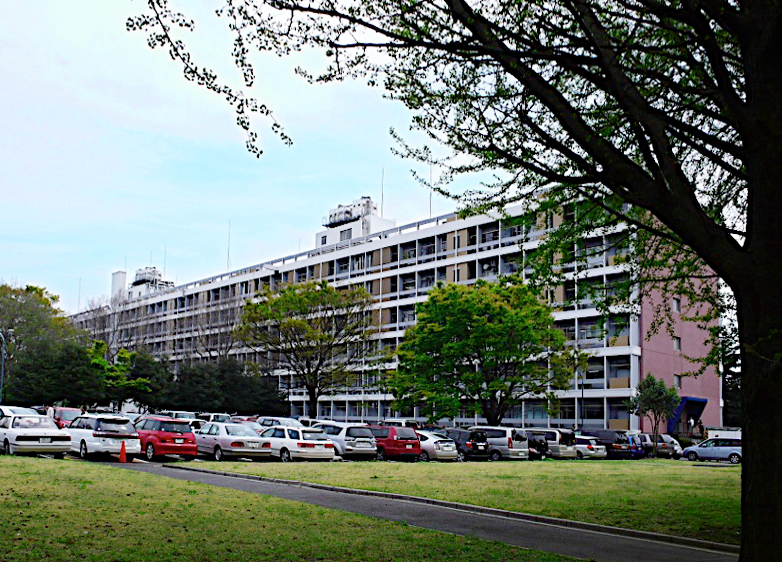
理化學研究所本部，位於埼玉縣和光市

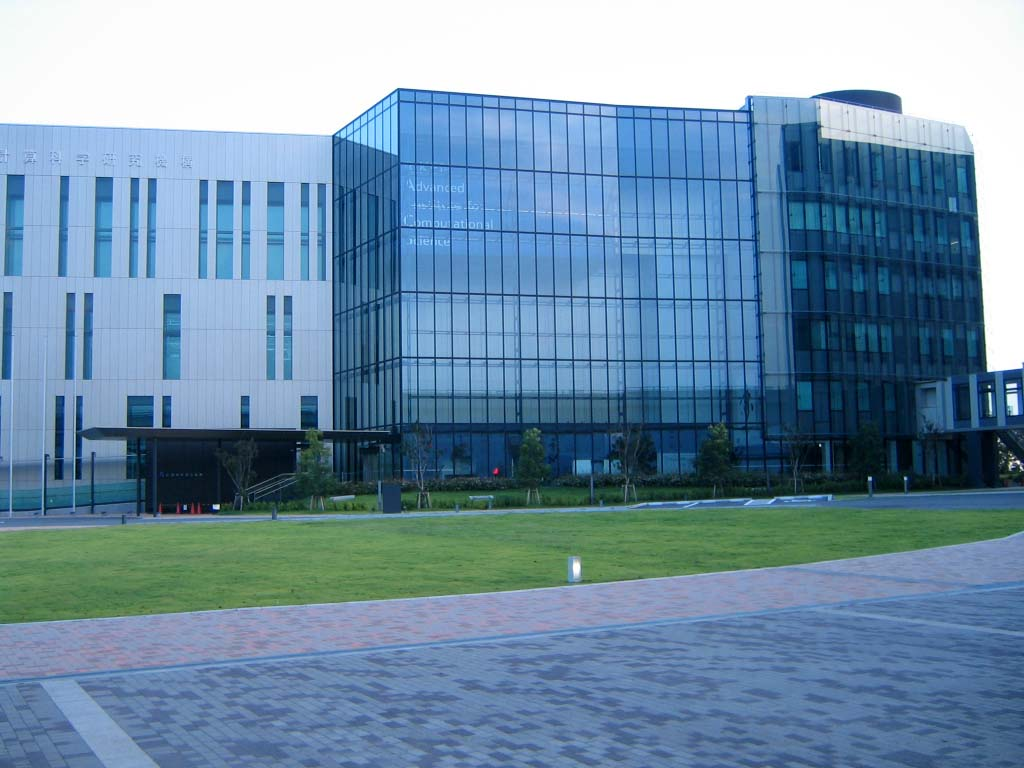
理化學研究所的計算機中心，位於兵庫縣神戶市

理化學研究所（日語：理化学研究所），簡稱理研（日語：理研），是日本的國家級研究機構之一，也是亞洲最早的基礎科學研究機構，創立於1917年，現為文部科學省屬下的國立研究開發法人之一。其研究範圍涵蓋物理学、化学、工学、生物学、医科学等領域，從基礎研究至應用研究均有。本部設於埼玉縣和光市，在茨城縣筑波市、兵庫縣佐用郡、神奈川縣横濱市、兵庫縣神戶市、宮城縣仙台市、愛知縣名古屋市及東京都板橋區設有分所。
截至2016財政年度，理研預算965億日圓、僱員3560人。

## 歷史

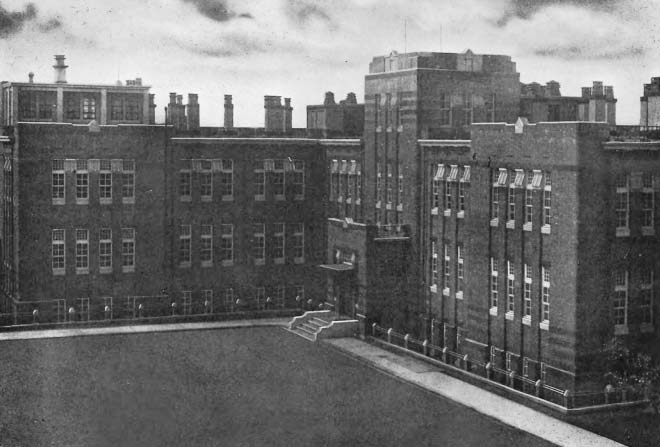
大正時期的理化學研究所，位於現今東京都文京區本駒込

1913年，科學家高峰讓吉倡議設立「國民科學研究所」，此構想獲得日本資本主義之父澀澤榮一的支持並開始研議。
1915年，第36屆帝國議會決議成立理化學研究所。
1917年（大正6年），由日本皇室及政府補助經費，加上民間的捐款，財團法人理化學研究所正式於現今東京都文京區本駒込设立，由伏見宮貞愛親王擔任總裁、菊池大麓出任所長。
鈴木梅太郎、寺田寅彦、中谷宇吉郎、長岡半太郎、嵯峨根遼吉、池田菊苗、本多光太郎、湯川秀樹、朝永振一郎、仁科芳雄、菊池正士知名科學家皆在此參與研究。
在第二次世界大戰前曾經形成以理研控股為名的企業集團（十五大財閥之一），二战期间曾为日本核研究的研究机构。戰後日本盟軍佔領時期，理研遭到駐日盟軍總司令部（GHQ）解散。
1958年（昭和33年），以特殊法人「理化學研究所」之名義重新出發，於2003年（平成15年）10月改組為文部科學省轄下的獨立行政法人「獨立行政法人理化學研究所」，2015年更改全銜為「國立研究開發法人理化學研究所」。

## 學術醜聞
2014年起發生該所研究員小保方晴子的STAP細胞醜聞，導致胚胎學研究者，理化学研究所再生中心副所長笹井芳樹自殺。

## 歷任理事長

### 特殊法人時期
| 任別  | 姓名     | 任期                    | 備註                               |
| ----- | -------- | ----------------------- | ---------------------------------- |
| 第1任 | 長岡治男 | 1958年10月 - 1966年10月 | 日本合板船社長、長岡半太郎的長男   |
| 第2任 | 赤堀四郎 | 1966年12月 - 1970年4月  | 大阪大學名譽教授、校長             |
| 第3任 | 星野敏雄 | 1970年04月 - 1975年4月  | 東京工業大學教授                   |
| 第4任 | 福井伸二 | 1975年04月 - 1980年4月  | 千葉工業大學理事長                 |
| 第5任 | 宮島龍興 | 1980年04月 - 1988年4月  | 筑波大學学長                       |
| 第6任 | 小田稔   | 1988年04月 - 1993年9月  | 東京大學教授、原宇宙科學研究所教授 |
| 第7任 | 有馬朗人 | 1993年10月 - 1998年6月  | 東京大學名譽教授、原東京大學校長   |
| 第8任 | 小林俊一 | 1998年08月 - 2003年9月  | 東京大學名譽教授                   |

### 獨立行政法人時期
| 任別   | 姓名     | 任期                   | 備註                   |
| ------ | -------- | ---------------------- | ---------------------- |
| 第9任  | 野依良治 | 2003年10月 - 2015年2月 | 2001年諾貝爾化學獎得主 |
| 第10任 | 松本紘   | 2015年4月 - 2022年3月  | 前京都大學總長         |
| 第11任 | 五神真   | 2022年4月 - 迄今       | 前東京大學總長         |

## 外部鏈結
- 官方网站 （日語）（英文）
- 理化学研究所的X（前Twitter） （日語）
- YouTube上的理化学研究所頻道 （日語）